# نورمان دي جاريس ديفيز
عالما المصريات نينا إم. ديفيز (6 يناير 1881 - 21 أبريل 1965) ونورمان دي جاريس ديفيز (1865-5 نوفمبر 1941) كانا زوجين من الفنانين والنسّاخين الذان عملا في بداية ومنتصف القرن العشرين في رسم وتوثيق اللوحات في مصر. كان عملهما يُنشر غالبًا معًا تحت اسم "ن. دي جاريس ديفيز"، ولذلك عادةً ما يكون من الصعب تحديد من قام برسم أي لوحة.

## النشأة والكبر

### نينا
وُلدت نينا إم. ديفيز باسم آنا ماكفيرسون كامينغز في سالونيكا، اليونان، كبرى بنات سيسيل ج. كامينغز الثلاث، وعادت إلى اسكتلندا بعد وفاة والدها في عام 1894. كان والداها من أصل إنجليزي واسكتلندي. تلقت تعليمها في إنجلترا:14 وأظهرت موهبة كبيرة كفنانة في شبابها، وانتقلت عائلتها إلى لندن لتدريبها. كانت في إجازة في الإسكندرية، مصر، عام 1906 عندما التقت بنورمان دي جاريس ديفيز.:14 تزوجا في هامبستيد، لندن، في 8 أكتوبر 1907 واستقرا بالقرب من مقابر طيبة وبدآ في توثيق لوحات المقابر. قضت نينا نصف وقتها في الرسم لصالح متحف المتروبوليتان، والنصف الآخر في نسخ لوحات المقابر لصالح آلان جاردينر، والتي أصبحت جزءًا من مجموعات في متاحف أخرى.:14 تطورت مهارات نينا في التقاط الصور بسرعة ودقة، مما أسفر عن عدد كبير من النسخ المطابقة.:15

### نورمان
درس نورمان دي جاريس ديفيز اللاهوت في جامعة غلاسكو، وحصل على درجة الماجستير والدكتوراه، ودرس في جامعة ماربورغ كدراسات عليا. كان قسا في الكنيسة التجمعية في آشتون أندر لاين عندما زار مصر لأول مرة في عام 1897. عمل هناك لصالح فليندرز بيتري في دندرة. أصبح رئيس قسم المسح الأثري لصندوق استكشاف مصر. من حوالي 1898 إلى 1907، وثّق نورمان مقابر في مصر مثل تل العمارنة. أصبح خبيرًا في تفسير الهيروغليفية المصرية في سياق اللوحات.:15

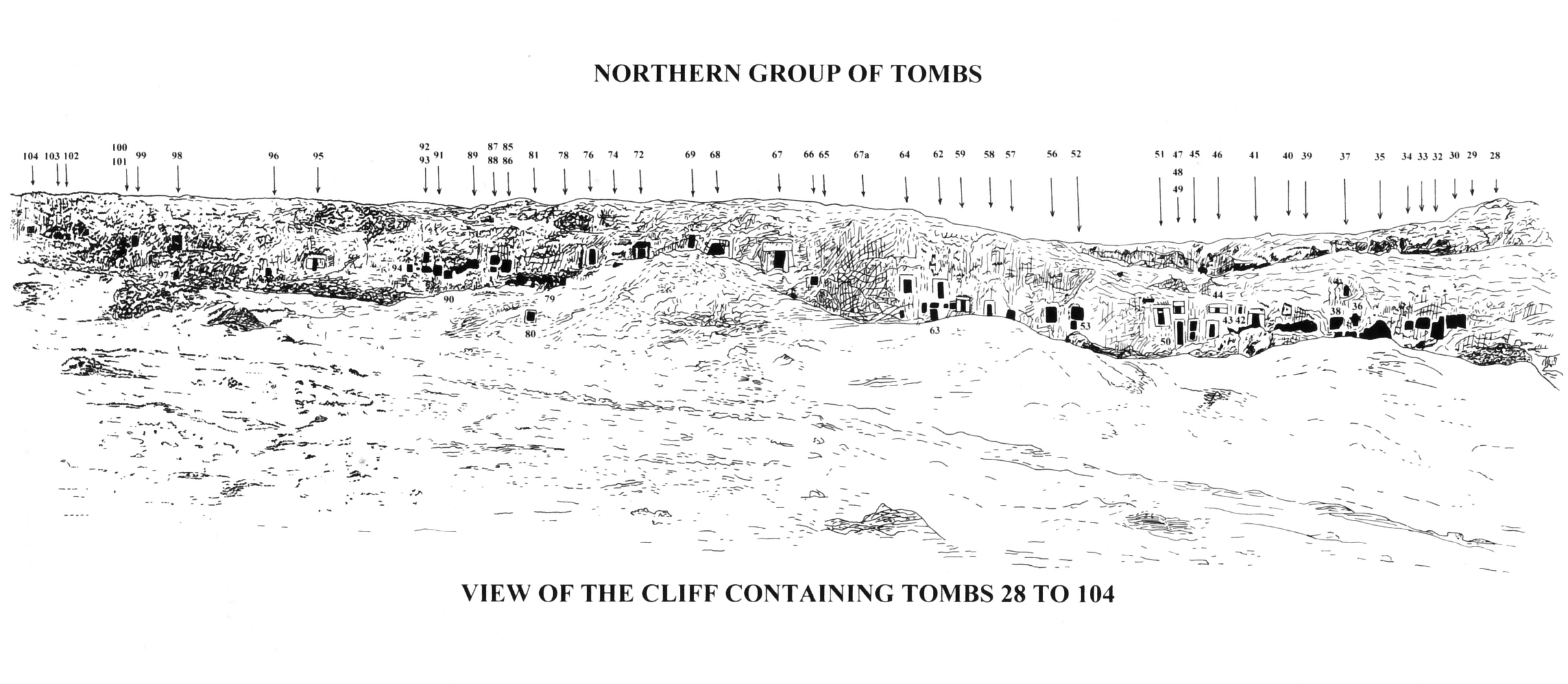
نورمان دي جاريس ديفيز، المجموعة الشمالية من المقابر، منظر لجرف يحتوي على أرقام المقابر 28 إلى 104، دير الجبراوي، 1902

## علماء المصريات

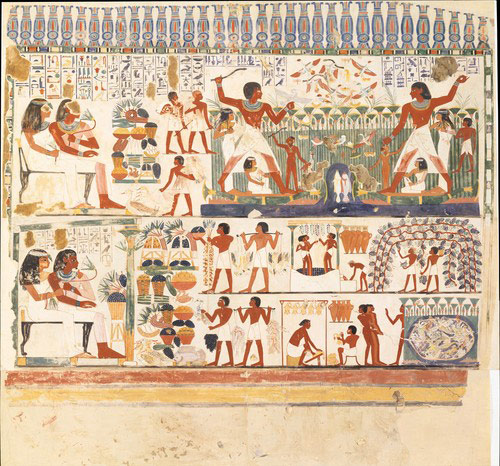
نورمان دي جاريس ديفيز، نخت وعائلته يصطادون السمك والطيور، مقبرة نخت، البعثة البيانية، متحف المتروبوليتان للفنون، 1915

في عام 1907 تم تطوير بعثة مصرية لإنشاء نسخ طبق الأصل من لوحات الجدران المصرية لصالح متحف المتروبوليتان للفنون في نيويورك. قام نورمان، ونينا، وفنانون آخرون بأخذ آثار من المقابر باستخدام تقنية سمحت بالتطابق الدقيق لضربات الفرشاة والألوان. في معظم الحالات، عكست النسخ المشهد الفعلي، بما في ذلك أي ضرر قد يكون قد حدث على مر الزمن أو نتيجة للتخريب. في بعض الحالات، تم رسم النسخ لتبدو كما كانت عند إنشائها قبل عدة آلاف من السنين. كانت الجهود البيانية بقيادة نورمان، الذي كان له دور مزدوج في تفسير الهيروغليفية ونسخ الصور.:15 وقع الفنانون أعمالهم. كانت توقيعات نينا هي Na.deGD ونورمان وقع بـ No.deGD، ولكن كانت هناك أيضًا توقيعات NdeGD حيث لم يكن من الواضح ما إذا كان العمل قد تم بواسطة نينا أو نورمان.:65
كانت المقابر تقع على الضفة الغربية لنهر النيل في غرب طيبة. كان المتحف مهتمًا بشكل خاص بمقابر المسؤولين، مقابر وادي الملوك ووادي الملكات، ومقابر الفنانين في دير المدينة. وفقًا لمتحف المتروبوليتان، هذه المواقع هي "أغنى مصدر للوحات المصرية القديمة المحفوظة في أي مكان في مصر".
تختلف صور المقابر عبر الأسرات والفترات الزمنية، مما يوفر نظرة ثاقبة على الحياة اليومية، التغيرات في النباتات والحيوانات، والعادات الاحتفالية والجنازية في الفترات المختلفة. كما اختلفت التقنيات الفنية عبر الزمن. بحلول عام 1941، تم رسم حوالي 350 نسخة طبق الأصل وهي الآن تعرض رئيسي في قسم المصريات في متحف المتروبوليتان.
عملوا لصالح جمعية استكشاف مصر في لندن ومعهد الدراسات الشرقية بجامعة شيكاغو لتوثيق مواقع مصرية أخرى، مثل أبيدوس والعمارنة. في عام 1939، عادوا إلى إنجلترا. توفي نورمان بعد عامين. توفيت نينا في عام 1965.

## المجموعات

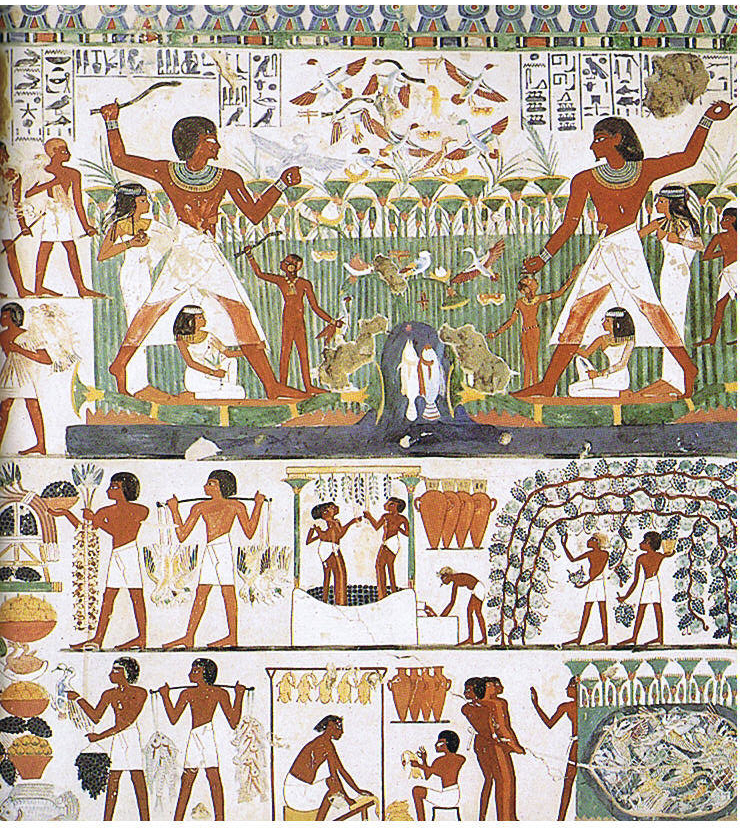
نورمان ونينا دي جاريس ديفيز، مقبرة نخت، نسخة من لوحة تعود للقرن الخامس عشر قبل الميلاد، يناير 1907

- يمتلك متحف المتروبوليتان للفنون 413 عنصرًا من أعمال دي جاريس ديفيز في مجموعته.[7] من بين تلك الأعمال، 157 عنصرًا رسمتها نينا،[8] و15 باسم كل منهما، و59 باسم نورمان،[9] بما في ذلك:

```
 * نينا دي جاريس ديفيز، 
اصطياد الطيور، مقبرة خنوم حتب
، مصر، 
الدولة الوسطى
، 
الأسرة 12
، عهد 
أمنمحات الثاني
، حوالي 1897-1878 ق.م، تيمبرا على ورق، البعثة البيانية لمتحف المتروبوليتان 1931
[
10
]

 * نينا دي جاريس ديفيز، 
النحاتون في العمل، مقبرة 
رخ مي رع
 (TT 100)
، مصر، 
الدولة الحديثة
، 
الأسرة 18
، عهد 
تحتمس الثالث
 – أوائل 
أمنحتب الثاني
، حوالي 1479-1425 ق.م، تيمبرا على ورق
[
11
]

 * نورمان دي جاريس ديفيز، 
قادة مجموعة من الآسيويين
، مصر، الدولة الوسطى، الأسرة 12، عهد 
سنوسرت الثاني
، حوالي 1887-1878 ق.م، البعثة البيانية لمتحف المتروبوليتان 1931، تيمبرا على ورق
[
12
]
```

- كان للمتحف البريطاني 22 لوحة لنينا دي جاريس ديفيز في عام 1936 تم منحها للمتحف بواسطة آلان جاردينر،[13] بما في ذلك:

```
 * نينا دي جاريس ديفيز، 
جامعو التين مع القرود في الأشجار من مقبرة خنوم حتب الثاني
، مصر القديمة والسودان
[
14
]

 * نينا دي جاريس ديفيز، 
الصاغة والنجارون
، مصر القديمة والسودان
[
15
]
```

## المنشورات
بعض المنشورات تشمل:
- Egypt Exploration Fund (Egypt)؛ Nina Macpherson Davies؛ Norman de Garis Davies, Alan Henderson Gardiner (1915). The Theban Tombs Series. Edited by Norman de Garis Davies and Alan H. Gardiner. مؤرشف من الأصل في 2023-05-13.
- Nina de Garis Davies؛ Sir Alan H. Gardiner (1923). Facsimiles of Theban Wall-paintings by Nina de Garis Davies Lent by Alan H. Gardiner. Victoria and Albert Museum. مؤرشف من الأصل في 2023-04-26.
- Norman de Garis Davies (1901). The Rock Tombs of Sheikh Saïd. Sold at the Offices of the Egypt Exploration Fund.
- Norman de Garis Davies؛ Walter Ewing Crum؛ George Albert Boulenger (1902). The Rock Tombs of Deir El Gebrâwi: Tomb of the Aba and smaller tombs of the southern group. Sold at the offices of the Egypt exploration fund. مؤرشف من الأصل في 2023-05-26.
- Norman de Garis Davies؛ Seymour de Ricci؛ Geoffrey Thorndike Martin (1906). The Rock Tombs of El-A̕marna: The tomb of Meyra. Sold at the Offices of the Egypt Exploration Fund. مؤرشف من الأصل في 2023-05-02.
- Norman de Garis Davies؛ Seymour de Ricci (1908). The Rock Tombs of El Amarna: Smaller tombs and boundary stelae. مؤرشف من الأصل في 2023-05-01.
- Norman de Garis Davies؛ Seymour de Ricci؛ Geoffrey Thorndike Martin (1908). The Rock Tombs of El-A̕marna: The tomb of Meyra. Sold at the Offices of the Egypt Exploration Fund. مؤرشف من الأصل في 2023-05-13.
- Norman de Garis Davies (1911). Graphic Work of the Egyptian Expedition. The Metropolitan Museum of Art. مؤرشف من الأصل في 2023-04-26.
- Norman de Garis Davies؛ Metropolitan Museum of Art (New York) (1911). The Rock-cut Tombs of Shiekh Abd El Qurneh, at Thebes. The Metropolitan Museum of Art. مؤرشف من الأصل في 2023-04-30.
- Norman de Garis Davies (1913). Five Theban Tombs: (being Those of Mentuherkhepeshef, User, Daga, Nehemawäy and Tati). London: K. Paul, Trench, Trübner. مؤرشف من الأصل في 2023-04-26.
- Norman de Garis Davies (1917). The tomb of Nakht at Thebes. New York: The Metropolitan Museum of Art. مؤرشف من الأصل في 2023-02-13.
- Norman de Garis Davies؛ Metropolitan Museum of Art (New York). Egyptian Expedition (1933). The tomb of Nefer-hotep at Thebes. Arno Press. مؤرشف من الأصل في 2023-04-26.
- Norman de Garis Davies (1920). An Alabaster Sistrum Dedicated by King Teta. Egypt Exploration Society. مؤرشف من الأصل في 2023-05-13.
- Norman de Garis Davies؛ Alan Henderson Gardiner (1920). The Tomb of Antefoker, Visier of Sesostris I, and of His Wife, Senet. Allen & Unwin, under the auspices of the Egypt Exploration Society. مؤرشف من الأصل في 2023-06-04.
- Metropolitan Museum of Art (New York). Egyptian Expedition؛ Norman de Garis Davies (1918). The Egyptian Expedition, 1916–17. The Museum. مؤرشف من الأصل في 2023-05-16.
- Metropolitan Museum of Art (New York). Egyptian Expedition؛ Ambrose Lansing؛ Norman de Garis Davies, Hugh Gerard Evelyn-White (1920). The Egyptian Expedition, 1916–1919. The Museum.
- Metropolitan Museum of Art (New York)؛ Albert Frisch؛ Emery Walker, Nina De Garis Davies, Norman de Garis Davies (1925). Egyptian Wall Paintings from Copies by Norman de Garis Davies, Nina de Garis Davies and H.R. Hopgood. The Metropolitan Museum of Art. مؤرشف من الأصل في 2023-04-26.{{استشهاد بكتاب}}:  صيانة الاستشهاد: أسماء متعددة: قائمة المؤلفين (link)